# Gelbensande
Gelbensande – miejscowość i gmina w Niemczech,  w kraju związkowym Meklemburgia-Pomorze Przednie, w powiecie Rostock, siedziba związku gmin Rostocker Heide.